# Oleiros (Guimarães)
Oleiros ist eine Gemeinde im Norden Portugals.
Oleiros gehört zum Kreis Guimarães im Distrikt Braga, besitzt eine Fläche von 3,3 km² und hat 467 Einwohner (Stand 30. Juni 2011). Die Gemeinde ist nur gering urbanisiert.
Im Zuge der Gebietsreform vom 29. September 2013 wurde Oleiros mit den Gemeinden Leitões und Figueiredo zur neuen Gemeinde União das Freguesias de Leitões, Oleiros e Figueiredo zusammengeschlossen.

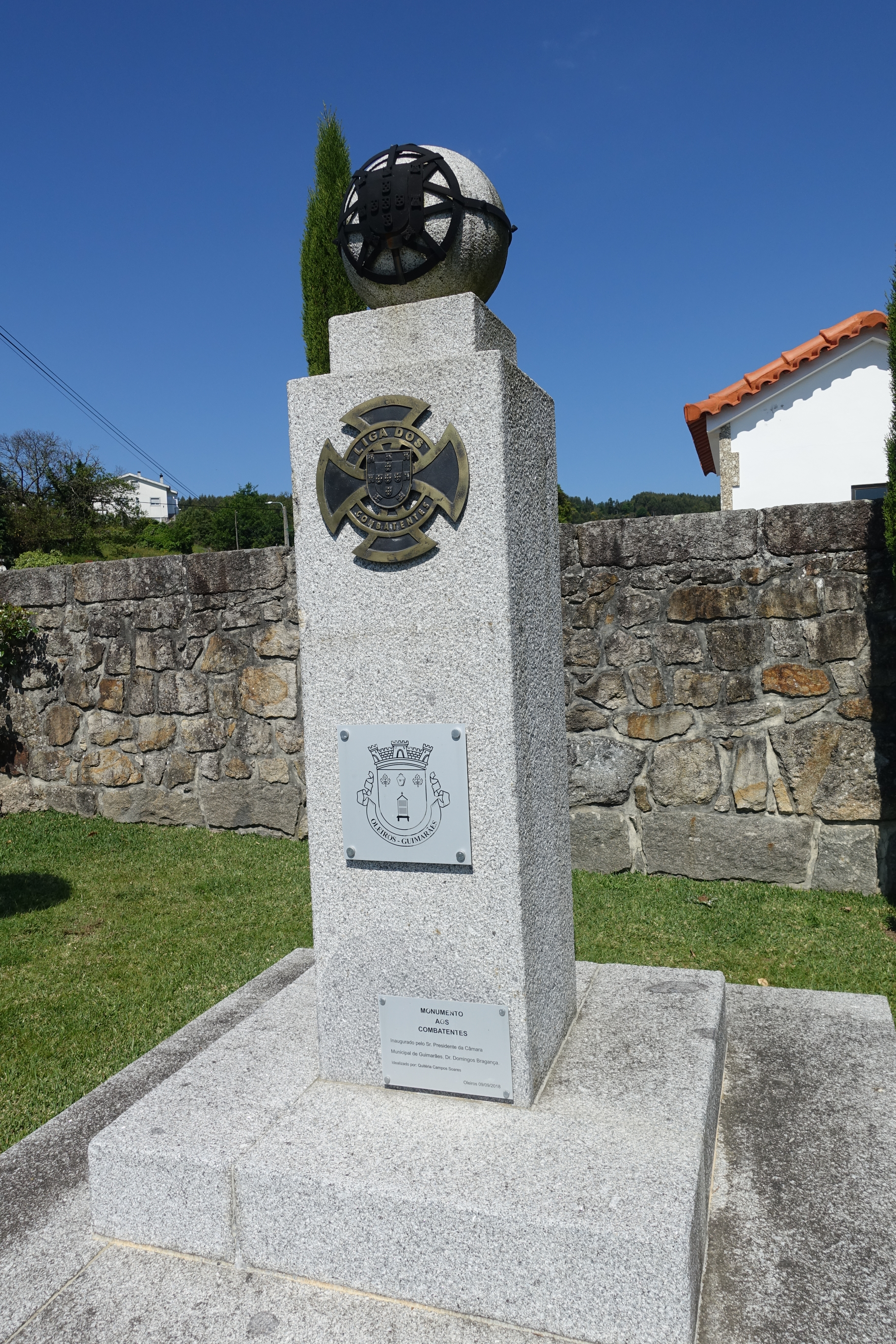
Denkmal in Oleiros